# Павло-Очаково
Па́вло-Оча́ково — хутор в Азовском районе Ростовской области.
Входит в состав Семибалковского сельского поселения.

## География
Расположен в 35 км (по дорогам) юго-западнее районного центра — города Азова.
Хутор находится на берегу Таганрогского залива.

## Население
| 1989 | 2002 | 2010 |
| ---- | ---- | ---- |
| 334  | ↗342 | ↘314 |

## Улицы
| - ул. Азовская, - ул. Балковская, - пер. Безымянный, - пер. Береговой, - ул. Весёлая, - ул. Дружбы, - ул. Западная, | - ул. Мира, - ул. Морская, - ул. Оборонная, - ул. Победы, - ул. Светлая, - ул. Солнечная, - ул. Широкая. |